# Palazzo Domenico Grillo
Il palazzo Domenico Grillo è un edificio storico italiano, sito in piazza delle Vigne 4, nel centro storico di Genova. È uno dei Palazzi dei Rolli che furono designati, al tempo della Repubblica di Genova, a ospitare gli ospiti di alto rango durante le visite di stato per conto del governo genovese.
Dal 1934 è sottoposto a vincolo di tutela da parte della soprintendenza.

## Storia e descrizione
Il palazzo venne costruire e decorare per conto del marchese Domenico Grillo nel 1545, sopra la loggia degli "alberghi" Grillo, Negrone e Vivaldi. Fu ampliato e dotato di un nuovo prospetto, ricco di decorazioni marmoree e affreschi, da Giovan Battista Castello detto il Bergamasco in collaborazione con Bernardo Spazio nel 1560.
La dimora fu a lungo ammirata per i cicli pittorici che animavano gli interni, Sacrificio di Ifigenia e Storie di Psiche, e per gli ornamenti architettonici e figurativi, quasi del tutto scomparsi, che il Bergamasco dipinse sul prospetto di piazza delle Vigne, creando un effetto insieme monumentale e arioso grazie al gioco di pieni e vuoti offerto dai timpani, dai marcapiani e dal portale a colonne scanalate. I prospetti sono stati restaurati in occasione del G8 di Genova, nel 2001.
Interessante e originale la distribuzione interna con cui, pur nelle dimensioni non monumentali della scala e del piccolo cavedio attorno a cui tutto si articola, gli autori richiamarono la grande stagione cinquecentesca con un percorso fatto di trasparenze e di suggestioni, a cominciare dalla loggia affacciata sull'ampio e luminoso ingresso, fino alle colonne, balaustre e volte a crociera affrescate, che guidano i livelli superiori.
Al piano nobile il ballatoio invita, col suo movimento espansivo, agli spazi di rappresentanza, segnalando e separando, con la doppia diramazione della scala, a rampe parallele e simmetriche, gli ambienti privati.

## Galleria d'immagini

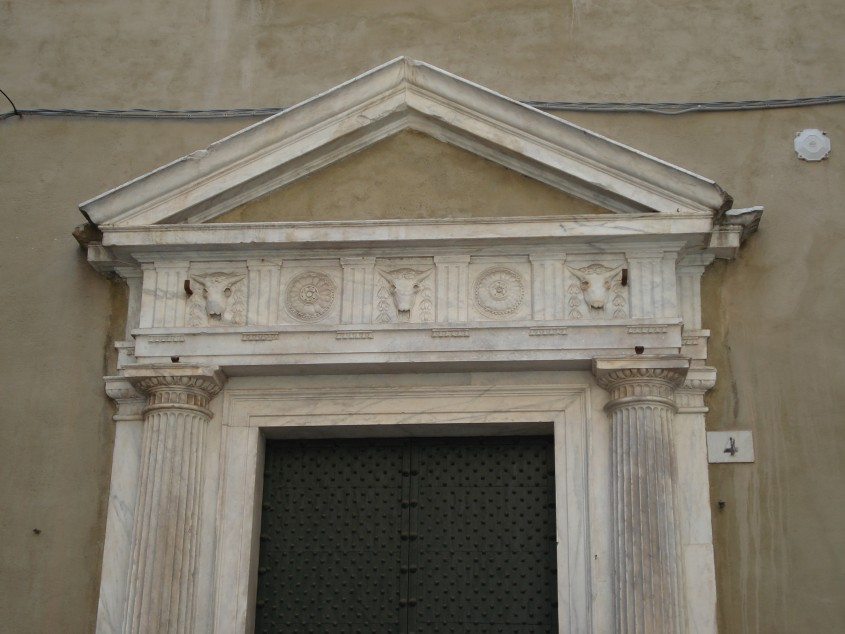
Particolare del portale a colonne scanalate
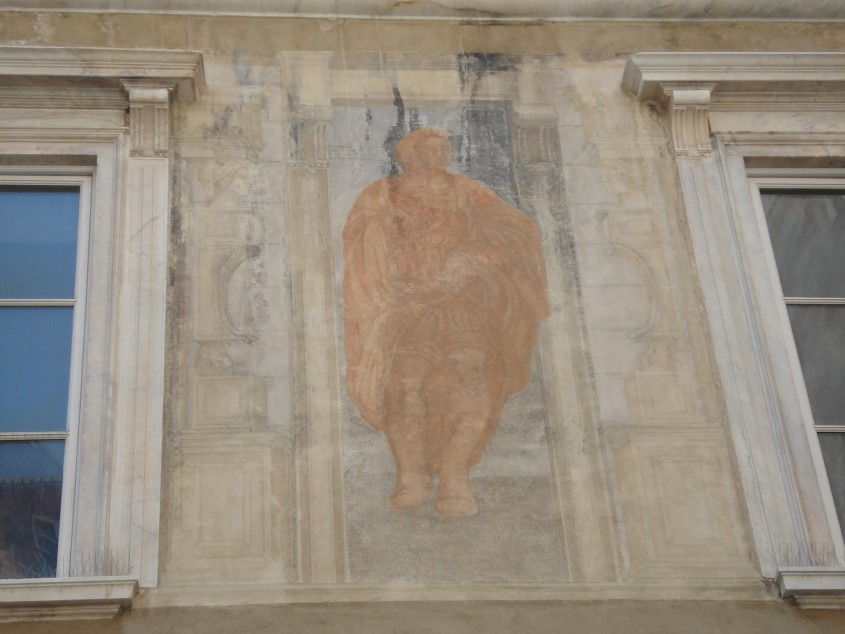
Particolare di una delle decorazioni della facciata
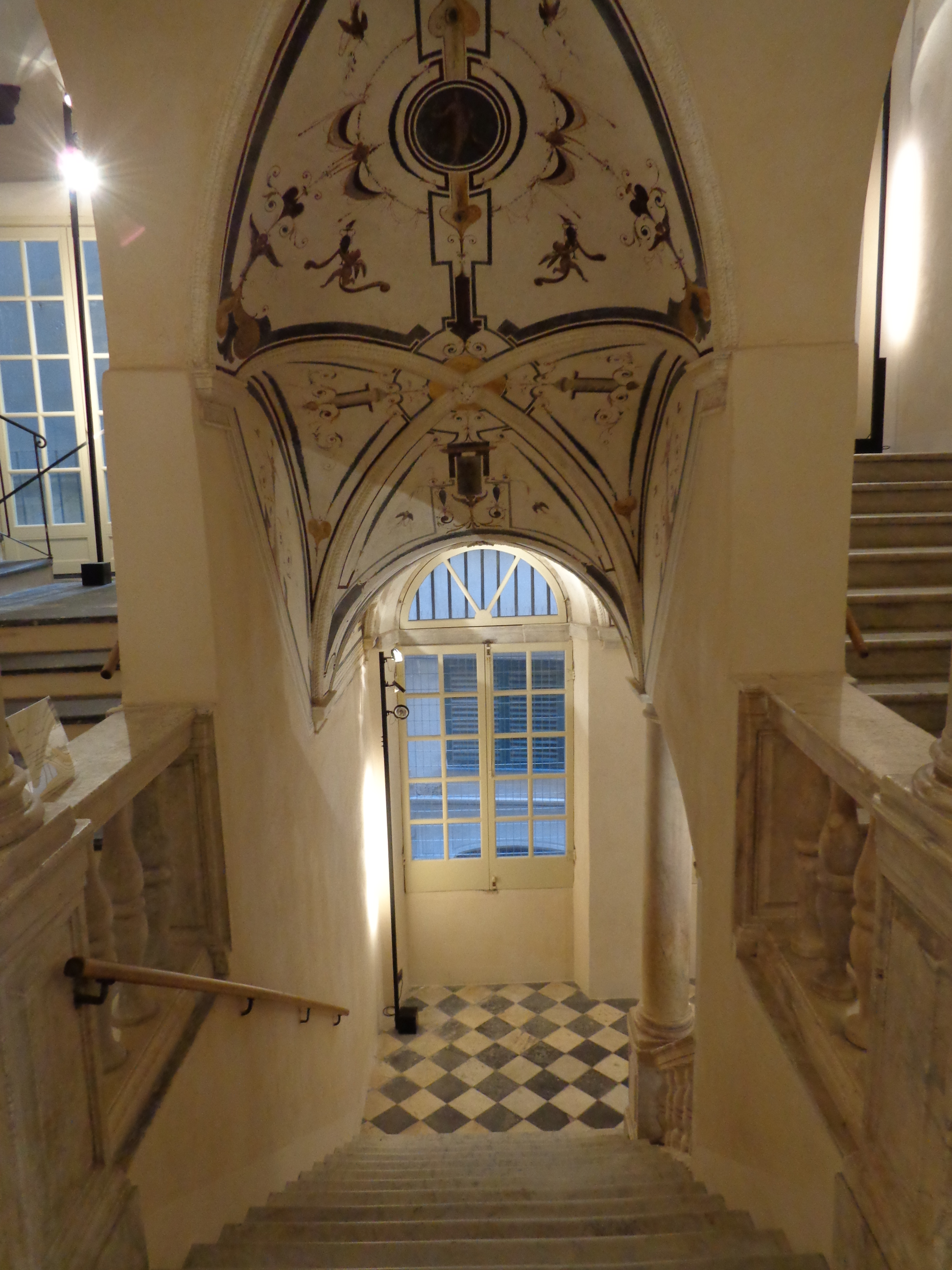
La scala
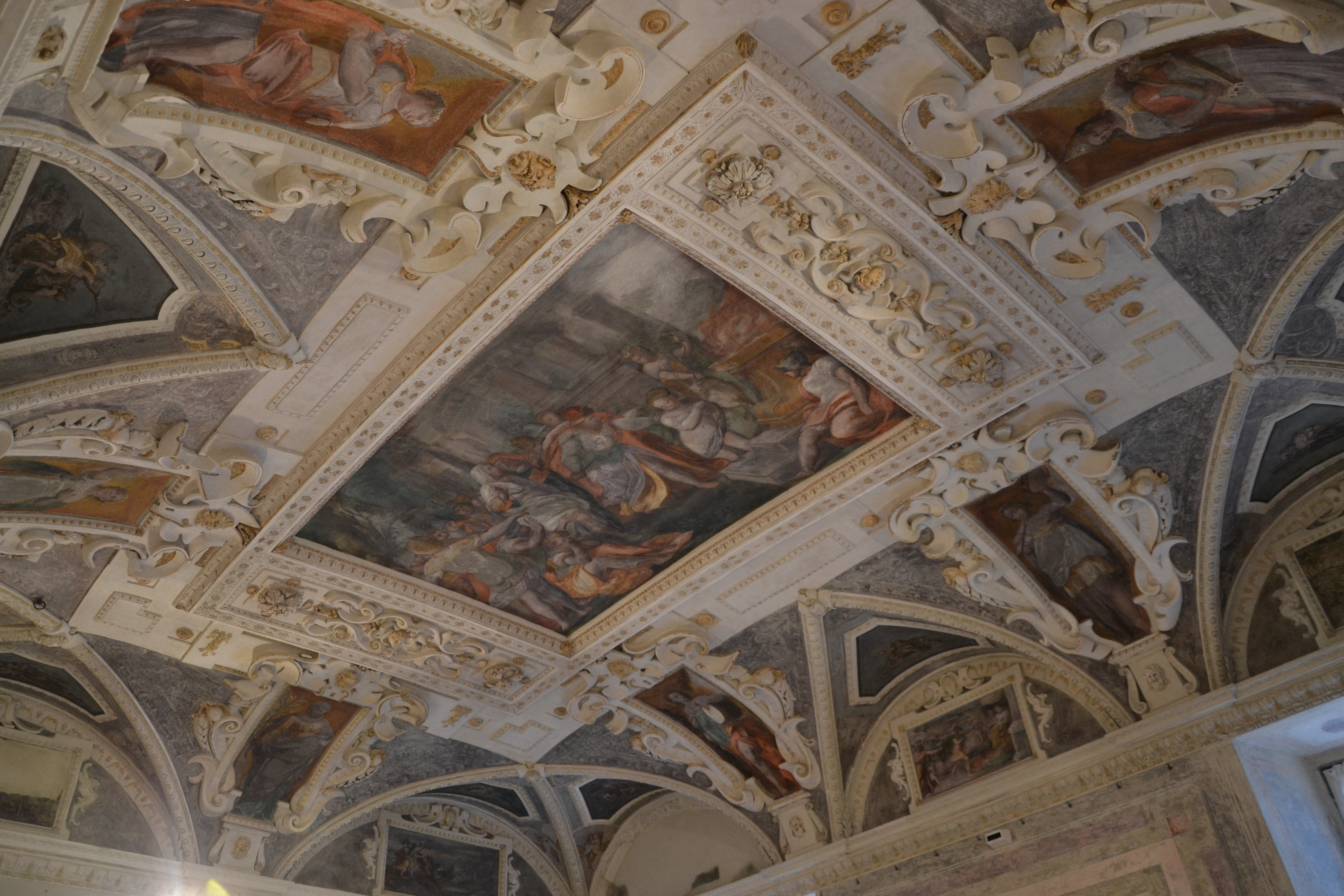
Giovanni Battista Castello detto Il Bergamasco, volta affrescata
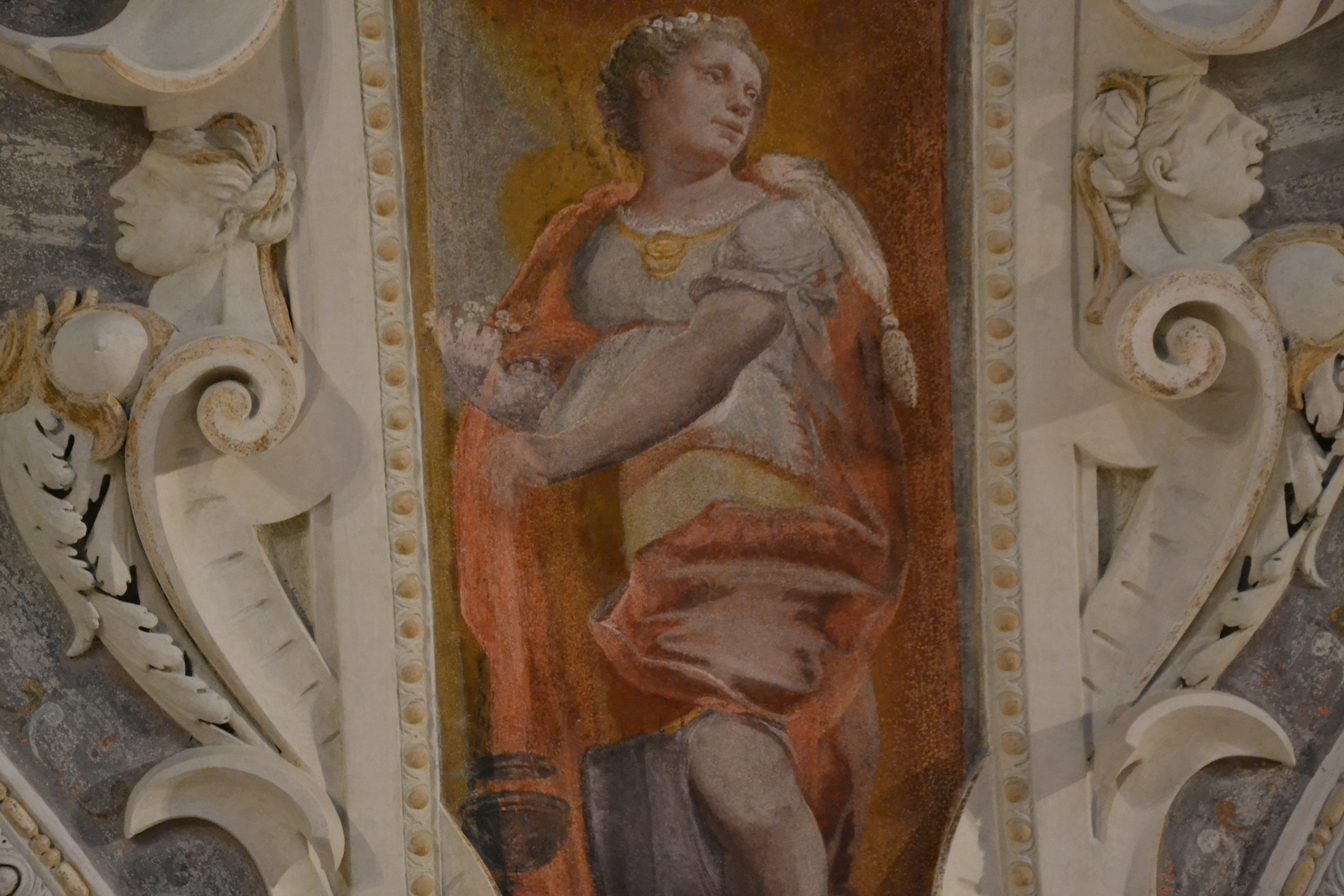
Particolare della volta